# Notophthiracarus nexilis
Notophthiracarus nexilis är en kvalsterart som först beskrevs av Wojciech Niedbała 2003.  Notophthiracarus nexilis ingår i släktet Notophthiracarus och familjen Phthiracaridae. Inga underarter finns listade i Catalogue of Life.